# Adam Wójcik
Adam Wójcik, (Oława, Polonia; 20 de abril de 1970-Breslavia, Polonia; 26 de agosto de 2017) fue un baloncestista polaco. Con 2.08 de estatura, su puesto natural en la cancha era el de pívot. Falleció el 26 de agosto de 2017 a causa de la leucemia.

## Trayectoria
- Gwardia Wrocław (1987-1994)
- Znicz Pruszków (1994-1995)
- Bobry Bytom (1995-1996)
- Oostende (1996)
- Spirou Charleroi (1996-1997)
- Śląsk Wrocław (1997-2001)
- Peristeri BC (2001-2002)
- CB Málaga (2002-2003)
- Śląsk Wrocław (2003-2004)
- Prokom Sopot (2004-2007)
- Orlandina Basket (2007-2008)
- PBG Basket Poznań (2008-2009)
- Turów Zgorzelec (2009-2010)
- WKK Wrocław (2010-2011)
- Śląsk Wrocław (2011-2012)

## Palmarés
- Liga de Polonia: 8

Mazowszanka Pruszków: 1994-95.
Śląsk Wrocław: 1997-98, 1998-99, 1999-00, 2000-01.
Prokom Trefl Sopot: 2004-05, 2005-06, 2006-07.
- Liga de Bélgica: 1

Spirou Charleroi: 1996-97.
- Supercopa de Polonia: 2

Śląsk Wrocław: 1999, 2000.